# A tengeri fenevad
A tengeri fenevad (eredeti cím: The Sea Beast) 2022-ben bemutatott amerikai–kanadai számítógépes animációs kalandfilm, amelyet Chris Williams rendezett.
Amerikában 2022. június 24-én a mozikban, Magyarországon 2022. július 8-án a Netflixen mutatták be.

## Cselekmény
A tengeri szörnyek évszázadok óta felbukkannak, hogy pusztítást végezzenek az emberiség ellen. Válaszul a "vadászok" legénységei hajóikon a fenevadak levadászására indulnak. A leghíresebb és legsikeresebb az Elkerülhetetlen legénysége, amelyet a legendás Crow kapitány, első tisztje, Sarah Sharpe és fogadott fia, Jacob Holland, a hajóskapitány vezet. A vadászokat az évszázadok során elért sikereik eredményeként a Három Híd Társaság révén a Korona királya és királynője támogatja. Miután egy vadászat során majdnem meghalt, Crow azt mondja Jacobnak, hogy kapitánnyá teszi, amint megölik a "Vörös Dühöngőt", aki évekkel korábban elvette a bal szemét.
A legénység visszatér a Három Hídba, hogy begyűjtsék a fizetséget a legutóbbi fogásért, de a király és a királynő közli velük, hogy hamarosan lecserélik őket a modern Uralkodó hadihajóra, amelynek élén Eric Hornagold admirális áll, azzal az indokkal, hogy a vadászok túl drágák és technológiailag elavultak. Ez feldühíti Crowt és Sarah-t, és majdnem letartóztatásukhoz vezet, mielőtt Jacob azt javasolja, hogy a legénységnek adjanak még egy esélyt, hogy megölhessék a fenevadat, mint értékmérő próbát. Hornagold admirális elfogadja, a Korona pedig versenyt hirdet az Uralkodó és az Elkerülhetetlen legénysége között, és a győztesnek engedélyezik, hogy a nevükben vadásszon a tengeri szörnyekre.
Miután elindulnak, a legénység felfedezi, hogy egy Maisie Brumble nevű árva lány is a hajóra szállt, hogy csatlakozzon hozzájuk, mivel néhai szülei, akik maguk is vadászok voltak, erre ösztönözték. Az Elkerülhetetlen megtalálja és megtámadja Vörös Dühöngőt. Amikor a hajót az a veszély fenyegeti, hogy Crow parancsa ellenére elmerül, Jacob tétován engedi Maisie-nek, hogy kiszabadítsa Dühöngőt, ami megmenti a legénységet, de a szörny elmenekülhet, és Jacobot és Maisie-t a tengerbe dobja. A dühös Crow mindkettőjüket fegyverrel tartja fogva, és követeli, hogy Jacob hozza el hozzá Maisie-t, mielőtt Dühöngő felbukkan a mélyből, és egészben elnyeli Maisie-t és Jacobot.
Jacobot és Maisie-t egy elszigetelt szigetre viszi, amelyet számos más tengeri szörnyeteg lakik. Maisie rájön, hogy Dühöngő nem rosszindulatú, és összebarátkozik a fenevaddal, átnevezi Vörösnek, miközben egy kisebb, Kék nevű fenevaddal is összebarátkozik. Maisie kezdi elhinni, hogy a szörnyek valójában csak meg nem értett lények, amit Jacob kezdetben tagad. Jacob és Maisie meggyőzik Vöröst, hogy vigye el őket Rum Pepper szigetére, így biztosíthatnak egy hajót, hogy visszatérhessenek Három Hídba.
A gyászoló Crow, aki azt hiszi, hogy Jacob meghalt, felkeresi a híres vadászt és kereskedőt, Gwen Batterbie-t, aki egy mérgezett szigonyt ad  Crownak, amely elég erős ahhoz, hogy megölje Vöröst. Miközben Vörös hátán utaznak, Jacob és Maisie kötődik a lényhez és egymáshoz, Jacob pedig egyre inkább támogatja Maisie hitét, hogy a fenevadak ártatlanok. Elérik Rum Pepper szigetét, de felfedezik, hogy az Uralkodó és Hornagold ott állomásozik. Vörös megtámadja a hajót, miután rájuk lőttek, és a dulakodásban véletlenül megsebesíti Maisie-t.
Miután elpusztítja az Uralkodót, Jacob megállítja Vörös tombolását, és megakadályozza, hogy megölje Hornagoldot. Miután a lány kiszúrja az Elkerülhetetlent, újra összecsap, és majdnem meghal, miután a mérgezett szigonnyal eltalálják, Crow pedig elég ideig életben tartja, hogy trófeaként elvigye a Koronához. Maisie-t egészségesen ápolják, de aztán bebörtönzik az Elkerülhetetlen fedélzetén, amikor az megérkezik Három Hídba Vörössel a fedélzetén. Miután Blue kiszabadítja Maisie-t, a lány rájön, hogy a tengeri állatok gyűlölete csupán a Korona által kitalált hazugság, hogy kiterjesszék korrupt uralmukat.
Crow felkészül arra, hogy nyilvánosan kivégeztesse Vöröst, mielőtt Jacob megállítja. Crow és Jacob harcolnak, míg Maisie és Sarah, aki kezd hinni Maisie világképének a fenevadakról, kiszabadítják Vöröst a kötelékeiből. Maisie és Jacob meggyőzik Vöröst, hogy kímélje meg Crow-t, és ezt követően leleplezik a Koronát a megtévesztésük miatt. Miután tanúi lesznek a fenevadak passzív természetének, Crow és a királyság népe megtagadja hitét. Miután Vörös és a többi tengeri szörnyeteg magára marad, Maisie, Jacob és Blue családként kezdik új életüket.

## Szereplők
| Szerep                     | Eredeti hang           | Magyar hang         |
| -------------------------- | ---------------------- | ------------------- |
| Jacob Holland              | Karl Urban             | Makranczi Zalán     |
| Maisie Brumble             | Zaris-Angel Hator      | Hegedűs Johanna     |
| Augustus Crow III kapitány | Jared Harris           | Végh Péter          |
| Sarah Sharpe               | Marianne Jean-Baptiste | Szabó Gabi          |
| Gwen Batterbie             | Kathy Burke            | Csoma Judit         |
| Király                     | Jim Carter             | Konrád Antal        |
| Királyné                   | Doon Mackichan         | Kubik Anna          |
| Hornagold admirális        | Dan Stevens            | Dévai Balázs        |
| Ms. Beth Merino            | Helen Sadler           | Kiss Diána Magdolna |
| Öreg Nick                  | Ian Mercer             | Borbiczki Ferenc    |
| Fen                        | Shannon Chan-Kent      | Marjai Virág        |
| Tábornok                   | Rajia Baroudi          | Varga Lili          |

### Magyar változat
- Magyar szöveg: Szentmihályi Hunor
- Hangmérnök: Pataki Tamás
- Vágó; Simkóné Varga Erzsébet
- Gyártásvezető: Kincses Tamás
- Szinkronrendező: Bercsényi Péter
- Zenei rendező: Molnár Gábor

A szinkront a Mafilm Audio Kft. készítette el.

## A film készítése
2018. november 5-én a Netflix bejelentette, hogy Chris Williams írja és rendezi a Jacob and the Sea Beast című vadonatúj animációs filmet, amely a saját eredeti története alapján készül. 2020. november 7-én a film új címét A tengeri fenevad változtatták.